# Instytut Gallupa

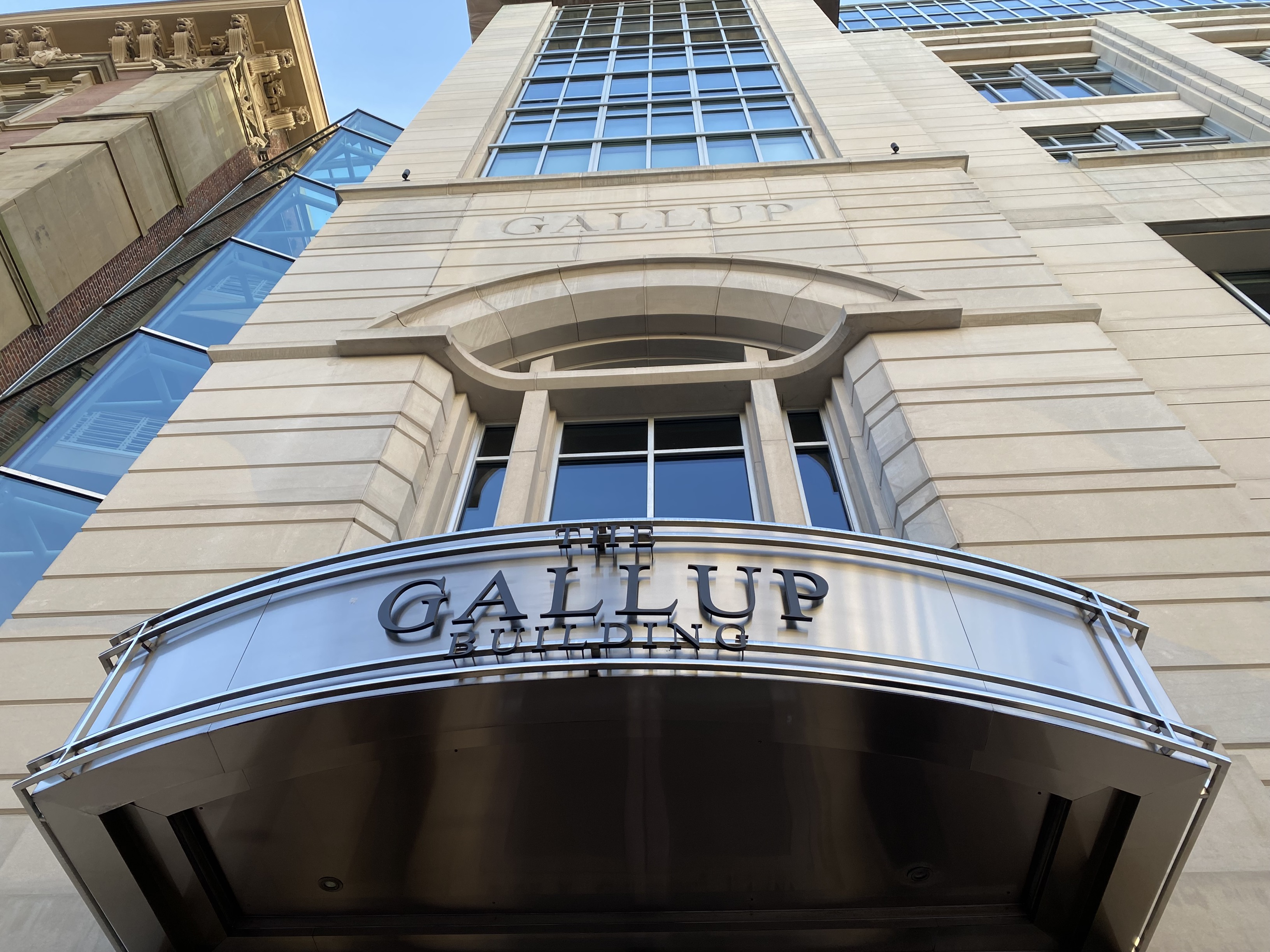
Siedziba główna przedsiębiorstwa w Waszyngtonie

Instytut Gallupa (ang. The Gallup Organization) – amerykańskie przedsiębiorstwo z siedzibą w Waszyngtonie. Najstarszy instytut badania opinii społecznej na świecie, założony w 1935 roku przez George’a Gallupa. 
Instytut prowadzi badania oddziaływania reklamy oraz czytelnictwa. Instytut ten stał się wzorem dla powstania podobnych placówek tego typu na całym świecie, jednocześnie kładąc podwaliny pod współczesny marketing polityczny. Dostarcza danych na temat opinii publicznej w kwestiach aktualnych wydarzeń występujących na świecie. Co roku przeprowadza m.in. globalne badanie na temat sytuacji pracowników w miejscu pracy.